# 南美劍鰭鯰
南美劍鰭鯰，為輻鰭魚綱鯰形目鼬鯰科的其中一種，為熱帶淡水魚，分布於南美洲Napo、Solimoes、Purus與Capim河流域，體長可達3.9公分，棲息在底層水域，生活習性不明。